# Maurício, Príncipe-Eleitor da Saxônia
Maurício (Freiberga, 21 de março de 1521 – Sievershausen, 9 de julho de 1553) foi Duque e, mais tarde, Príncipe-Eleitor da Saxônia. Sua inteligente manipulação de alianças e disputas ganharam as extensas terras e a dignidade eleitoral do ramo albertino da Dinastia Wettin.

## 1521-1541: Infância e juventude
Maurício era o quarto filho (primeiro filho homem) do futuro rei Henrique IV, Duque da Saxônia, então católico, e sua esposa protestante, Catarina de Mecklemburgo. Henrique era o irmão mais novo de Jorge, Duque da Saxônia.
Em dezembro de 1532, Maurício, ao 11 anos, foi morar no castelo de seu padrinho, o Cardeal Alberto de Brandemburgo, Arcebispo de Magdeburgo e Arcebispo da Mogúncia. Por dois anos, ele viveu uma vida contemplativa, até que seu tio, o Duque Jorge, ordenou seu retorno para a Saxônia. Jorge começou a formação do futuro Duque e a educá-lo como católico. Mas em 1536, o pai de Maurício tornou-se protestante, e quando ele sucedeu ao Duque Jorge, em 1539, ele fez o Ducado se tornar protestante. Henrique e Catarina tomaram a educação de seu filho em suas mãos. Nesse mesmo ano, Maurício, agora com 18 anos, passou a viver em Torgau, com seu primo mais velho, João Frederico I, a quem ele desprezou, e isso levou a um forte ódio entre eles. Com outro primo, no entanto, Filipe I, Landgrave de Hesse, que ele conheceu em Dresda, Maurício desenvolveu uma amizade de longa vida.
Depois que Maurício atingiu a maioridade, em 1539, seus pais começaram a procurar uma esposa para ele. O favorito era a filha mais velha de Filipe, Inês de Hesse. Os planos para o casamento ameaçaram falhar, no entanto, devido à bigamia ilegal do Landegrave. Sem o conhecimento de seus pais, Maurício permaneceu comprometido com o seu noivado com Inês. O casamento, particularmente reprovado por sua mãe, tocorreu em Marburgo, a 9 de janeiro de 1541. Cartas da época ilustram a forte devoção mútua do casal. Juntos tiveram dois filhos:

## Descendência
1. Ana da Saxónia (23 de dezembro de 1544 - 18 de dezembro de 1577), segunda esposa do príncipe Guilherme I de Orange; com descendência.
2. Alberto da Saxónia (28 de novembro de 1545 - 12 de abril de 1546), morreu aos quatro meses de idade

## 1541-1548: O conflito doswurzenere aGuerra de Esmalcalda
Em 18 de agosto de 1541, o Duque Henrique morreu e, Maurício, como filho mais velho, o sucedeu como Duque da Saxônia e Chefe da Linhagem Albertina. Ele substituiu a maioria de seus conselheiros, porque eles haviam se oposto ao seu casamento com Inês, desde o início. George von Carlowitz, um dos novos confidentes do Duque, aconselhou Maurício (a fim de evitar uma guerra com o Imperador Carlos V e seu irmão Ferdinando I, que era, ao mesmo tempo, Rei dos Romanos e seu vizinho como Rei da Boêmia) a não colocar a sobrevivência do Movimento Protestante em risco.
Assim, ele participou no exército do imperador na guerra contra as forças do Sultão Solimão, o Magnífico, do Império Otomano (1542), do Duque Guilherme de Jülich-Cleves-Berg (1543) e do Rei Francisco I da França (1544). No entanto, por outro lado, o Duque confiscou as propriedades da Igreja Católica em suas terras. A partir da riqueza dos mosteiros dissolvidos em seu país, Maurício fundou as escolas de príncipes (Fürstenschulen) de Schulpforta (100 lugares), Mísnia (60 lugares) e Grimma (70 lugares). A base legal para isto foi a "Nova Ordem Nacional" (Neue Landesordnung), de 1543.
Mais tarde, Maurício se recusou a participar da protestante Liga de Esmalcada, embora o Landegrave Felipe de Hesse, seu amigo e sogro, fosse o líder. A principal razão para a sua recusa de fazê-lo é geralmente associada ao seu ódio pelo seu primo ernestino João Frederico I e a promessa imperial do eleitorado saxão, então, mantido por João Frederico I. Na Semana Santa de 1542, durante o conflito dos wurzener (Wurzener Fehde), quase se chegou a uma guerra fratricida, porque João frederico ocupou o, administrado conjuntamente, "País Wurzener". Havia anteriormente tido uma controvérsia entre Maurício e João frederico sobre o uso dos impostos desta área. A intervenção do Landegrave Felipe de Hesse e Martinho Lutero impediu a guerra.

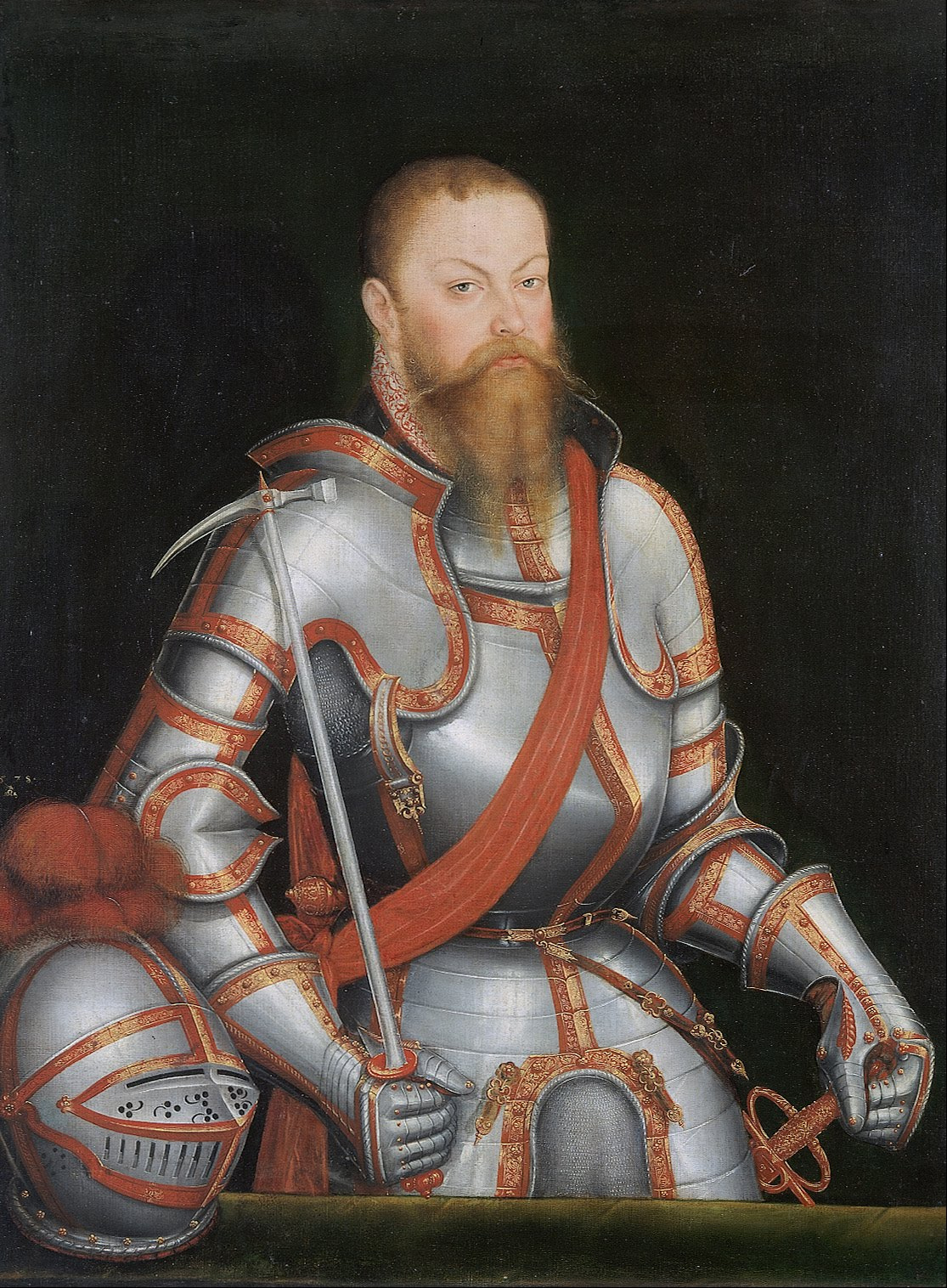
Retrato de Maurício com armadura, por Lucas Cranach, o Jovem.

Devido à enérgica persistência do Eleitor João Frederico no estabelecimento de Fé Protestante, o Imperador Carlos V, em 20 de julho de 1546, impôs o Banimento Imperial (Reichsacht) sobre ele, com a concordância dos Domínios Imperiais Católicos, aplicação que foi imposta a Maurício após o Conflito dos Wurzener. O imperador tentou, assim, atingir ainda mais profundamente o acampamento protestante, a fim de impedir maior propagação da Fé Protestante. Em caso de sucesso da execução, Maurício esperava ser investido pelo imperador com o Eleitorado. Maurício hesitou por um longo tempo, já que por esta ação punitiva seu sogro, Filipe de Hesse, teria sido afetado também. Mas quando o irmão do imperador, Fernando I, quis iniciar uma campanha contra o Eleitorado da Saxônia, ele teve que abortar,para não perder a iniciativa em suas próprias terras para os Habsburgo.
Maurício retornou para o acampamento de Carlos. Após os sucessos iniciais — ele ocupou o Eleitorado da Saxônia quase sem luta — Maurício, com seu exército, foi conduzido de volta pela Liga de Esmalcada e retirou-se para a Boêmia. Na crucial Batalha de Mühlberg, no Rio Elba, o Imperador e seu irmão Fernando, bem como Maurício, foram capazes de derrotar a Liga de Esmalcada, capturando o Landegrave Felipe e João Frederico. De acordo com crônicas contemporâneas, tudo isso aconteceu no mesmo dia, 24 de abril de 1547. A fim de escapar da guilhotina, João Frederico cedeu o Eleitorado e consideráveis terras a Maurício na Rendição de Wittemberg. Em uma breve cerimônia, no acampamento do campo, depois da batalha de 4 de junho de 1547, o Duque Maurício foi elevado à posição digna de Eleitor da Saxônia. A nomeação oficial ocorreu mais tarde, mas a um alto custo: Ele tinha traído a Fé Protestante e deixou seu sogro, Filipe de Hesse, em uma situação irremediável. Maurício garantiu que ele não seria preso, se ele se entregasse ao imperador. No entanto, Filipe foi aprisionado e exilado, depois de se ajoelhar diante de Carlos V.

## 1548-1553: ADieta de Augsburgoe a Paz de Passau
Maurício, insultado depois desses incidentes por seus compatriotas e chamado de "Judas", também estava decepcionado pela atitude do imperador (porque agora Carlos V tentava reintroduzir o catolicismo nos territórios protestantes do Império e continuou a prisão de seu sogro, o Landegrave Felipe de Hesse, cuja liberdade Carlos V havia garantido), ele se escondeu seus sentimentos até a Dieta de Augsburgo, em 25 de fevereiro de 1548, onde ocorreu a cerimônia formal da estreia de Maurício, como Eleitor da Saxônia. Carlos V esperava que, com a nomeação de Maurício a Eleitor da Saxônia, com a assinatura do acordo conhecido como o Interim de Augsburgo, e com a sua própria ajuda, eles poderiam colocar um fim às discórdias religiosas que estavam dividindo seu império.
Quando contratado para capturar a rebelada cidade luterana de Magdeburgo (1550), Maurício aproveitou a oportunidade para levantar um exército e assinou pactos anti-Habsburgo os príncipes protestantes da França e da Germânia.
No Tratado de Chambord, assinado com o rei francês Henrique II, em janeiro de 1552, Maurício prometeu ao rei dinheiro e armas para auxiliá-lo em sua campanha contra Carlos V. Em troca, Henrique foi capaz de tomar quatro cidades Imperiais (Metz, Toul, Verdun e Cambrai), bem como seus bispados, apesar de Maurício não ter direito a eles.
Em março de 1552, os rebeldes invadiram os estados ao sul da Germânia, incluindo partes da Áustria, forçando o Imperador a fugir e a libertar Filipe de Hesse. Enquanto Henrique avançava até o Reno e ocupava as terras imperias o prometidas, o imperador, surpreendido pelo ataque, fugia, pelos Alpes, para Villach, no austríaco Ducado da Caríntia. Em vista desse sucesso, Maurício abandonou sua aliança com o rei Henrique II e negociou um tratado com o irmão de Carlos, o Rei Fernando I, com o qual Carlos concordou de bom grado. Quando a Paz de Passau foi assinada, em agosto de 1552, a posição luterana foi provisoriamente garantida. Como parte da Paz, seu ex-adversários da Guerra da Esmalcada, João Frederico I da Saxônia e o Landegrave Philipp de Hesse, foram libertados. A guerra foi encerrada em 1556, por Fernando I e as cidades Imperiais permaneceram em posse dos franceses.
Quando Maurício retornou à Saxônia, depois da Paz de Passau, ele não era mais visto como um traidor. Tanto os protestantes quanto os católicos lhe declararam igual respeito. Além disso, o imperador, em correspondência para ambas as partes, exortou-os a manter a paz no seu império. Pouco depois, ele fez campanha contra os Otomanos, na Hungria. O Margrave Alberto Alcibíades (que havia rejeitado o armistício de Passau), logo em seguida, conquistou o bispado de Wurzburgo e Bamberga — que tinham estado sob seu controle pelos onze anos anteriores, depois que seu ex-proprietário, João Fredrico, os havia cedido a ele. Este foi o início da Segunda Guerra Margrave, que só terminou com a Paz de Augsburgo, em 1555.
Em 1552, Maurício, com o exército do Sacro Império Romano (11.000 homens) marchou para a Hungria. Os otomanos sitiaram Eger, mas a Peste Negra eclodiu na Hungria, e Maurício não ousou mover suas forças.

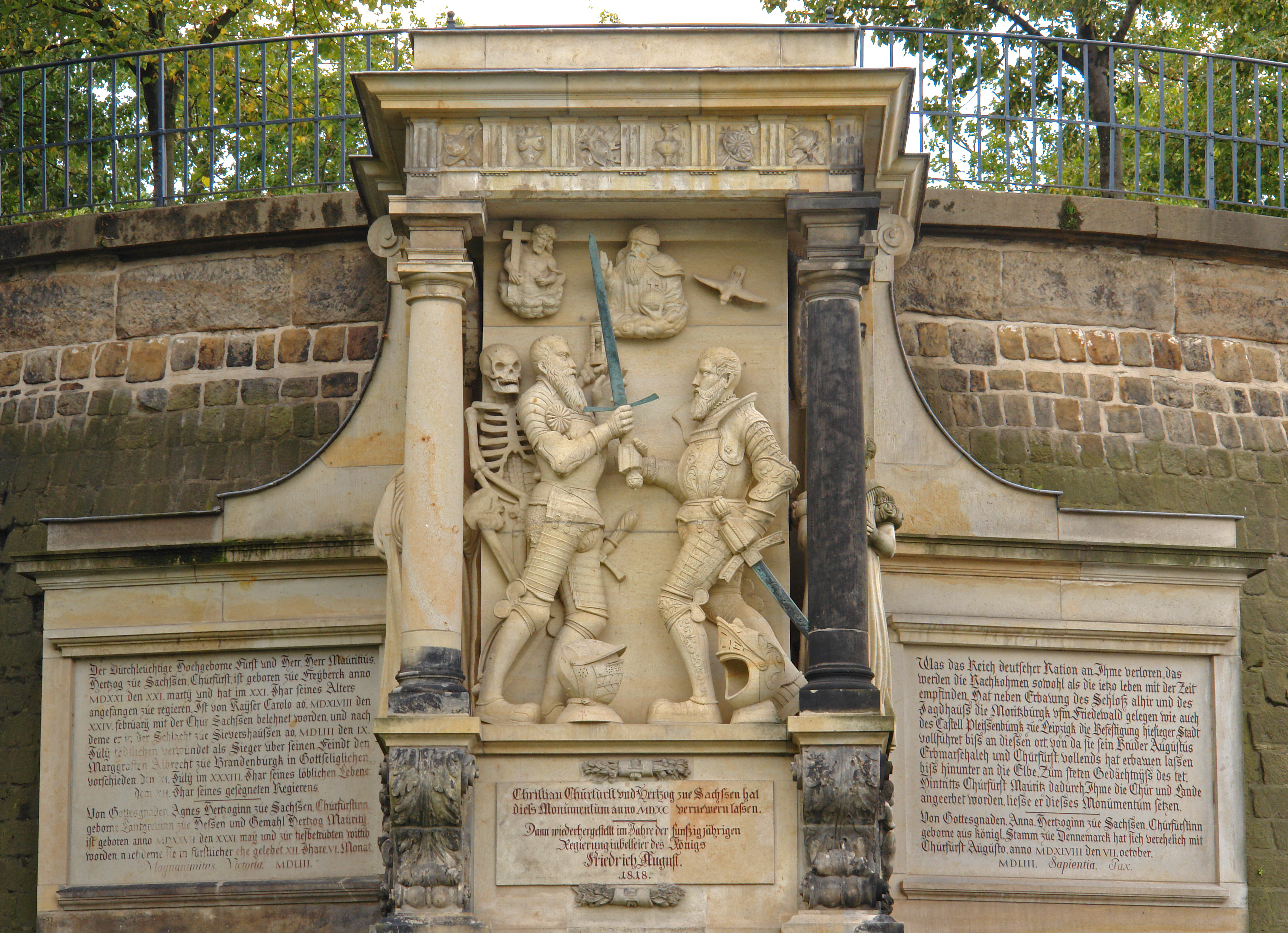
Monumento de Maurício, em Dresda

## Morte
Alberto Alcibíades era um ex-aliado de Maurício, que lutou ao seu lado na Guerra da Esmalcada. Mas agora Maurício, envolvido em uma aliança de príncipes, com Fernando I, entre outros, foi obrigado a lutar contra Alberto Alcibíades. Em 9 de julho de 1553, a Batalha de Sievershausen, tomou lugar em Lehrte. Maurício ganhou esta batalha, mas foi gravemente ferido no estômago, por um disparo pelas costas, e morreu dois dias depois, no acampamento, aos 32 anos. Ele foi enterrado na Catedral de Freiberga. Em 1853, cerca de 300 anos após a batalha, o lugar de sua morte foi comemorado por um monumento, erguido em sua memória. O pesado monumento de granito, de 7,5 toneladas, veio de sua terra natal, a Saxônia.
Por Maurício ter moriido sem um herdeiro homem, seu irmão, Augusto I, sucedeu-o como Eleitor. Em Dresda, logo após a morte de Maurício, ele ergueu o "Monumento de Maurício" (Moritzmonument), o primeiro monumento histórico a ser erguido na Saxônia.

## Ancestrais
|  |                                          |  |  |  |  |  |  |  |  |  |  |  |  |  |  |  |
|  | 16. Frederico I, Eleitor da Saxônia      |  |  |  |  |  |  |  |  |  |  |  |  |  |  |  |
|  |                                          |  |  |  |  |  |  |  |  |  |  |  |  |  |  |  |
|  |                                          |  |  |  |  |  |  |  |  |  |  |  |  |  |  |  |
|  | 8. Frederico II, Eleitor da Saxônia      |  |  |  |  |  |  |  |  |  |  |  |  |  |  |  |
|  |                                          |  |  |  |  |  |  |  |  |  |  |  |  |  |  |  |
|  |                                          |  |  |  |  |  |  |  |  |  |  |  |  |  |  |  |
|  | 17. Catarina de Brunsvique-Luneburgo     |  |  |  |  |  |  |  |  |  |  |  |  |  |  |  |
|  |                                          |  |  |  |  |  |  |  |  |  |  |  |  |  |  |  |
|  |                                          |  |  |  |  |  |  |  |  |  |  |  |  |  |  |  |
|  | 4. Alberto III, Duque da Saxónia         |  |  |  |  |  |  |  |  |  |  |  |  |  |  |  |
|  |                                          |  |  |  |  |  |  |  |  |  |  |  |  |  |  |  |
|  |                                          |  |  |  |  |  |  |  |  |  |  |  |  |  |  |  |
|  | 18. Ernesto, Duque da Áustria            |  |  |  |  |  |  |  |  |  |  |  |  |  |  |  |
|  |                                          |  |  |  |  |  |  |  |  |  |  |  |  |  |  |  |
|  |                                          |  |  |  |  |  |  |  |  |  |  |  |  |  |  |  |
|  | 9. Margarida da Áustria                  |  |  |  |  |  |  |  |  |  |  |  |  |  |  |  |
|  |                                          |  |  |  |  |  |  |  |  |  |  |  |  |  |  |  |
|  |                                          |  |  |  |  |  |  |  |  |  |  |  |  |  |  |  |
|  | 19. Cimburga da Mazóvia                  |  |  |  |  |  |  |  |  |  |  |  |  |  |  |  |
|  |                                          |  |  |  |  |  |  |  |  |  |  |  |  |  |  |  |
|  |                                          |  |  |  |  |  |  |  |  |  |  |  |  |  |  |  |
|  | 2. Henrique IV, Duque da Saxônia         |  |  |  |  |  |  |  |  |  |  |  |  |  |  |  |
|  |                                          |  |  |  |  |  |  |  |  |  |  |  |  |  |  |  |
|  |                                          |  |  |  |  |  |  |  |  |  |  |  |  |  |  |  |
|  | 20. Vítor de Kunštát e Poděbrady         |  |  |  |  |  |  |  |  |  |  |  |  |  |  |  |
|  |                                          |  |  |  |  |  |  |  |  |  |  |  |  |  |  |  |
|  |                                          |  |  |  |  |  |  |  |  |  |  |  |  |  |  |  |
|  | 10. Jorge de Poděbrady                   |  |  |  |  |  |  |  |  |  |  |  |  |  |  |  |
|  |                                          |  |  |  |  |  |  |  |  |  |  |  |  |  |  |  |
|  |                                          |  |  |  |  |  |  |  |  |  |  |  |  |  |  |  |
|  | 21. Ana de Wartenberg                    |  |  |  |  |  |  |  |  |  |  |  |  |  |  |  |
|  |                                          |  |  |  |  |  |  |  |  |  |  |  |  |  |  |  |
|  |                                          |  |  |  |  |  |  |  |  |  |  |  |  |  |  |  |
|  | 5. Sidônia de Poděbrady                  |  |  |  |  |  |  |  |  |  |  |  |  |  |  |  |
|  |                                          |  |  |  |  |  |  |  |  |  |  |  |  |  |  |  |
|  |                                          |  |  |  |  |  |  |  |  |  |  |  |  |  |  |  |
|  | 22. Smilo de Sternberg                   |  |  |  |  |  |  |  |  |  |  |  |  |  |  |  |
|  |                                          |  |  |  |  |  |  |  |  |  |  |  |  |  |  |  |
|  |                                          |  |  |  |  |  |  |  |  |  |  |  |  |  |  |  |
|  | 11. Cunegunda de Sternberg               |  |  |  |  |  |  |  |  |  |  |  |  |  |  |  |
|  |                                          |  |  |  |  |  |  |  |  |  |  |  |  |  |  |  |
|  |                                          |  |  |  |  |  |  |  |  |  |  |  |  |  |  |  |
|  | 23. Bárbara de Pardubice                 |  |  |  |  |  |  |  |  |  |  |  |  |  |  |  |
|  |                                          |  |  |  |  |  |  |  |  |  |  |  |  |  |  |  |
|  |                                          |  |  |  |  |  |  |  |  |  |  |  |  |  |  |  |
|  | 1. Maurício, Príncipe-Eleitor da Saxônia |  |  |  |  |  |  |  |  |  |  |  |  |  |  |  |
|  |                                          |  |  |  |  |  |  |  |  |  |  |  |  |  |  |  |
|  |                                          |  |  |  |  |  |  |  |  |  |  |  |  |  |  |  |
|  | 24. João IV, Duque de Mecklemburgo       |  |  |  |  |  |  |  |  |  |  |  |  |  |  |  |
|  |                                          |  |  |  |  |  |  |  |  |  |  |  |  |  |  |  |
|  |                                          |  |  |  |  |  |  |  |  |  |  |  |  |  |  |  |
|  | 12. Henrique IV, Duque de Mecklemburgo   |  |  |  |  |  |  |  |  |  |  |  |  |  |  |  |
|  |                                          |  |  |  |  |  |  |  |  |  |  |  |  |  |  |  |
|  |                                          |  |  |  |  |  |  |  |  |  |  |  |  |  |  |  |
|  | 25. Catarina de Saxe-Lauemburgo          |  |  |  |  |  |  |  |  |  |  |  |  |  |  |  |
|  |                                          |  |  |  |  |  |  |  |  |  |  |  |  |  |  |  |
|  |                                          |  |  |  |  |  |  |  |  |  |  |  |  |  |  |  |
|  | 6. Magno II, Duque de Mecklemburgo       |  |  |  |  |  |  |  |  |  |  |  |  |  |  |  |
|  |                                          |  |  |  |  |  |  |  |  |  |  |  |  |  |  |  |
|  |                                          |  |  |  |  |  |  |  |  |  |  |  |  |  |  |  |
|  | 26. Frederico I de Brandemburgo          |  |  |  |  |  |  |  |  |  |  |  |  |  |  |  |
|  |                                          |  |  |  |  |  |  |  |  |  |  |  |  |  |  |  |
|  |                                          |  |  |  |  |  |  |  |  |  |  |  |  |  |  |  |
|  | 13. Doroteia de Brandemburgo             |  |  |  |  |  |  |  |  |  |  |  |  |  |  |  |
|  |                                          |  |  |  |  |  |  |  |  |  |  |  |  |  |  |  |
|  |                                          |  |  |  |  |  |  |  |  |  |  |  |  |  |  |  |
|  | 27. Isabel da Baviera-Landshut           |  |  |  |  |  |  |  |  |  |  |  |  |  |  |  |
|  |                                          |  |  |  |  |  |  |  |  |  |  |  |  |  |  |  |
|  |                                          |  |  |  |  |  |  |  |  |  |  |  |  |  |  |  |
|  | 3. Catarina de Mecklemburgo              |  |  |  |  |  |  |  |  |  |  |  |  |  |  |  |
|  |                                          |  |  |  |  |  |  |  |  |  |  |  |  |  |  |  |
|  |                                          |  |  |  |  |  |  |  |  |  |  |  |  |  |  |  |
|  | 28. Vartislau IX, Duque da Pomerânia     |  |  |  |  |  |  |  |  |  |  |  |  |  |  |  |
|  |                                          |  |  |  |  |  |  |  |  |  |  |  |  |  |  |  |
|  |                                          |  |  |  |  |  |  |  |  |  |  |  |  |  |  |  |
|  | 14. Érico II, Duque da Pomerânia         |  |  |  |  |  |  |  |  |  |  |  |  |  |  |  |
|  |                                          |  |  |  |  |  |  |  |  |  |  |  |  |  |  |  |
|  |                                          |  |  |  |  |  |  |  |  |  |  |  |  |  |  |  |
|  | 29. Sofia de Saxe-Lauemburgo-Ratzeburg   |  |  |  |  |  |  |  |  |  |  |  |  |  |  |  |
|  |                                          |  |  |  |  |  |  |  |  |  |  |  |  |  |  |  |
|  |                                          |  |  |  |  |  |  |  |  |  |  |  |  |  |  |  |
|  | 7. Sofia da Pomerânia-Estetino           |  |  |  |  |  |  |  |  |  |  |  |  |  |  |  |
|  |                                          |  |  |  |  |  |  |  |  |  |  |  |  |  |  |  |
|  |                                          |  |  |  |  |  |  |  |  |  |  |  |  |  |  |  |
|  | 30. Bogislau IX, Duque da Pomerânia      |  |  |  |  |  |  |  |  |  |  |  |  |  |  |  |
|  |                                          |  |  |  |  |  |  |  |  |  |  |  |  |  |  |  |
|  |                                          |  |  |  |  |  |  |  |  |  |  |  |  |  |  |  |
|  | 15. Sofia da Pomerânia-Słupsk            |  |  |  |  |  |  |  |  |  |  |  |  |  |  |  |
|  |                                          |  |  |  |  |  |  |  |  |  |  |  |  |  |  |  |
|  |                                          |  |  |  |  |  |  |  |  |  |  |  |  |  |  |  |
|  | 31. Maria da Mazóvia                     |  |  |  |  |  |  |  |  |  |  |  |  |  |  |  |
|  |                                          |  |  |  |  |  |  |  |  |  |  |  |  |  |  |  |
|  |                                          |  |  |  |  |  |  |  |  |  |  |  |  |  |  |  |

## Literatura
- Georg Voigt, Moritz von Sachsen, Leipzig 1876.
- Erich Brandenburg, Moritz von Sachsen, Bd. Eu, Leipzig 1899.
- Günther, Wartenberg, Landesherrschaft und Reforma. Moritz von Sachsen und die albertinische Kirchenpolitik bis 1546. De Weimar, 1988.
- Karlheinz Blaschke, Moritz von Sachsen. Ein Reformationsfürst der zweiten Geração. Göttingen 1983.
- Johannes Herrmann, Moritz von Sachsen. Beucha 2003.
- Hans Baumgarten, Moritz von Sachsen, Berlim, 1941.
- Hof und Hofkultur unter Moritz von Sachsen (1521-1553), hrsg. von André Thieme und Jochen Vötsch, unter Mitarbeit von Ingolf Gräßler im Auftrag des Vereins für sächsische Landesgeschichte, Beucha de 2004.
- Este artigo incorpora texto  (em inglês) da Encyclopædia Britannica (11.ª edição), publicação em domínio público.
- Hans-Joachim böttcher o, Anna Prinzessin von Sachsen (1544-1577) - Eine Lebenstragödie, Dresden 2013, ISBN 978-3-941757-39-4.